# Campionat del món de ciclisme en pista de 1947
El Campionat Mundial de Ciclisme en Pista de 1947 es va celebrar a París (França) del 26 de juliol al 3 d'agost de 1947. En total es va competir en 5 disciplines, 3 de professionals i 2 d'amateurs.

## Resultats

### Masculí

#### Professional
| Prova                 | Or                     | Argent                         | Bronze                       |
| Velocitat individual  | Jef Scherens · Bèlgica | Louis Gérardin · França        | Georges Senfftleben · França |
| Persecució individual | Fausto Coppi · Itàlia  | Antonio Bevilacqua · Itàlia    | Hugo Koblet · Suïssa         |
| Darrere moto          | Raoul Lesueur · França | Jean-Jacques Lamboley · França | Jan Pronk · Països Baixos    |

#### Amateur
| Prova                 | Or                           | Argent                          | Bronze                    |
| Velocitat individual  | Reginald Harris · Regne Unit | Cornelis Byster · Països Baixos | Henri Sensever · França   |
| Persecució individual | Arnaldo Benfenati · Itàlia   | Atilio François · Uruguai       | Knud Andersen · Dinamarca |

## Medaller
| Pos. | País          | Or | Plata | Bronze | Total |
| 1    | Itàlia        | 2  | 1     | 0      | 3     |
| 2    | França        | 1  | 2     | 2      | 5     |
| 3    | Bèlgica       | 1  | 0     | 0      | 1     |
| -    | Regne Unit    | 1  | 0     | 0      | 1     |
| 5    | Uruguai       | 0  | 1     | 0      | 1     |
| 6    | Països Baixos | 0  | 1     | 1      | 2     |
| 7    | Dinamarca     | 0  | 0     | 1      | 1     |
| -    | Suïssa        | 0  | 0     | 1      | 1     |